# Basgir (Badaquexão)
Basgir (Bazgir) é uma vila do Afeganistão, localizada na província de Badaquexão. Fica a oeste do passo de Iscaxim, a cerca de 8 quilômetros do lado oeste do vale. Encontra-se numa área fértil, e sabe-se que os habitantes pastam historicamente um grande número de gado e burros lá. Havia cerca de 40 casas por volta de 1900. Quando a área estava sob o domínio do emir do Badaquexão, não havia cobrança de aluguéis, com os moradores sendo pagos com um tributo de falcões. A localização deriva seu nome desse fato.